# Michelhausen
Michelhausen ist eine Marktgemeinde mit 4373 Einwohnern (Stand 1. Jänner 2025) im Bezirk Tulln in Niederösterreich.

## Geografie
Michelhausen liegt südwestlich von Tulln am Südrand des Tullnerfeldes in der raumplanerischen Hauptregion „Niederösterreich Mitte“ und wird landschaftlich zum Mostviertel gezählt. Die Gemeindegrenze folgt im Nordwesten weitgehend dem Lauf der Perschling. Der ebene Nordosten liegt 180 Meter über dem Meer, nach Südwesten steigt das Land bewaldet auf über 300 Meter an.
Die Fläche der Marktgemeinde umfasst 32,03 Quadratkilometer, davon sind 74 Prozent landwirtschaftliche Nutzfläche und 9 Prozent sind bewaldet.

### Gemeindegliederung
Das Gemeindegebiet umfasst folgende acht Ortschaften (in Klammern Einwohnerzahl Stand 1. Jänner 2025):
- Atzelsdorf (347)
- Michelhausen (1398)
- Michelndorf (280)
- Mitterndorf (217)
- Pixendorf (1385)
- Rust im Tullnerfeld (470)
- Spital (101)
- Streithofen (175)

Die Gemeinde besteht aus den Katastralgemeinden Atzelsdorf, Michelhausen, Michelndorf, Mitterndorf, Pixendorf, Rust, Spital und Streithofen.

### Nachbargemeinden
|            | Zwentendorf an der Donau                    | Langenrohr         |
| Atzenbrugg | Kompassrose, die auf Nachbargemeinden zeigt | Judenau-Baumgarten |
| Würmla     | Asperhofen (PL)                             | Sieghartskirchen   |

## Geschichte
Schon im Jahr 834 wird in den Annalen des Stiftes Regensburg eine ecclesia in loco Bersnicka (eine Kirche im Gebiet der Perschling) genannt, wobei voraussichtlich die Kirche in Michelhausen gemeint ist. Die Orte Michelhausen, Acellendorf (Atzelsdorf), Possendorf (Pixendorf), Spital, Mitterndorf und Michelndorf werden erstmals 1252 urkundlich erwähnt, als Bischof Albert von Regensburg dem König Ottokar II. Přemysl die Rückgabe seiner Besitzungen versprach. Streithofen scheint 1112 in einer Urkunde auf, in der Bischof Ulrich von Passau das Dorf Streithofen dem Chorherrenstift St. Georgen schenkte. Rust wird 1219 in einer Urkunde Leopold VI erstmals genannt.
Im Zuge des Ersten Österreichischen Türkenkriegs 1529 und des Großen Türkenkriegs 1683 erfolgten Plünderungen. Unter Freiherr Helmhard Jörger gab es 1579 einen protestantischen Prediger. 1679 wurde der Ort von der Pest heimgesucht und 1781 sowie 1806 teilweise durch Großbrände zerstört. 1972 wurden die Gemeinden Michelhausen und Rust zur Großgemeinde Michelhausen vereinigt. 1974 erfolgte die Markterhebung.

### Religion
1256 wurde Michelhausen eine selbständige Pfarre und 1328 wird erstmals ein Pfarrer in der Chronik erwähnt. Das Pfarrgebiet umfasst die Orte Atzelsdorf, Michelhausen, Michelndorf, Mitterndorf, Pixendorf, Spital und Streithofen.
Rust war zuerst eine Filiale der Pfarre Zwentendorf und wurde 1784 im Zuge der Josephinische Reformen eine eigene Pfarre.

### Einwohnerentwicklung
| Michelhausen: Einwohnerzahlen von 1869 bis 2025     | Michelhausen: Einwohnerzahlen von 1869 bis 2025 | Michelhausen: Einwohnerzahlen von 1869 bis 2025 | Michelhausen: Einwohnerzahlen von 1869 bis 2025 | Michelhausen: Einwohnerzahlen von 1869 bis 2025 |
| --------------------------------------------------- | ----------------------------------------------- | ----------------------------------------------- | ----------------------------------------------- | ----------------------------------------------- |
| Jahr                                                |                                                 |                                                 |                                                 | Einwohner                                       |
| 1869                                                | 1869                                            |                                                 | 1.964                                           | 1.964                                           |
| 1880                                                | 1880                                            |                                                 | 2.080                                           | 2.080                                           |
| 1890                                                | 1890                                            |                                                 | 2.010                                           | 2.010                                           |
| 1900                                                | 1900                                            |                                                 | 2.044                                           | 2.044                                           |
| 1910                                                | 1910                                            |                                                 | 2.053                                           | 2.053                                           |
| 1923                                                | 1923                                            |                                                 | 2.025                                           | 2.025                                           |
| 1934                                                | 1934                                            |                                                 | 2.098                                           | 2.098                                           |
| 1939                                                | 1939                                            |                                                 | 2.052                                           | 2.052                                           |
| 1951                                                | 1951                                            |                                                 | 1.976                                           | 1.976                                           |
| 1961                                                | 1961                                            |                                                 | 1.916                                           | 1.916                                           |
| 1971                                                | 1971                                            |                                                 | 2.066                                           | 2.066                                           |
| 1981                                                | 1981                                            |                                                 | 2.138                                           | 2.138                                           |
| 1991                                                | 1991                                            |                                                 | 2.379                                           | 2.379                                           |
| 2001                                                | 2001                                            |                                                 | 2.524                                           | 2.524                                           |
| 2011                                                | 2011                                            |                                                 | 2.609                                           | 2.609                                           |
| 2021                                                | 2021                                            |                                                 | 3.845                                           | 3.845                                           |
| 2025                                                | 2025                                            |                                                 | 4.373                                           | 4.373                                           |
| Quelle(n): Statistik Austria, Gebietsstand 1.1.2021 |                                                 |                                                 |                                                 |                                                 |

## Kultur und Sehenswürdigkeiten

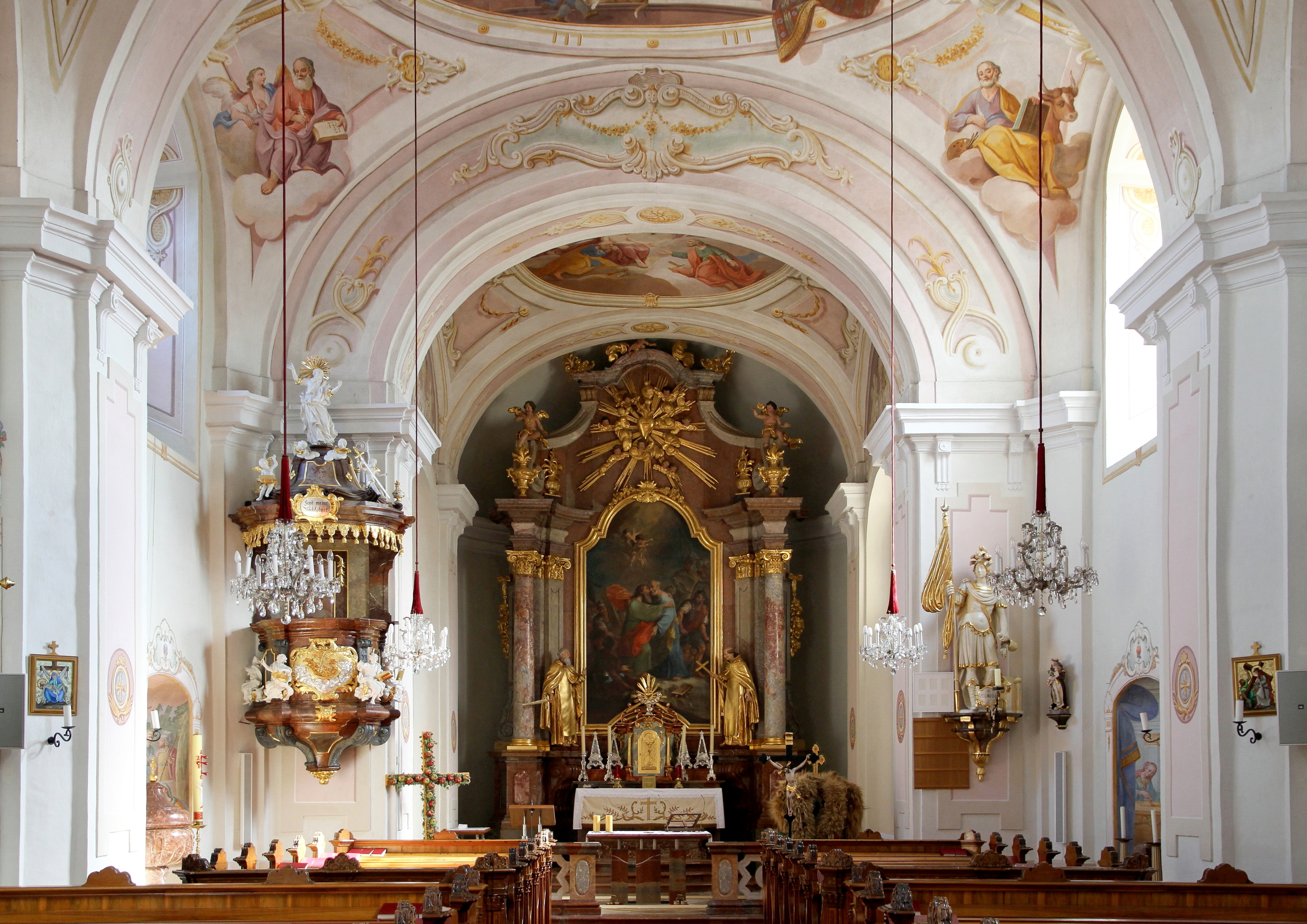
Innenansicht der Pfarrkirche Michelhausen mit der Wand- und Deckenmalerei von Josef Adam Mölk

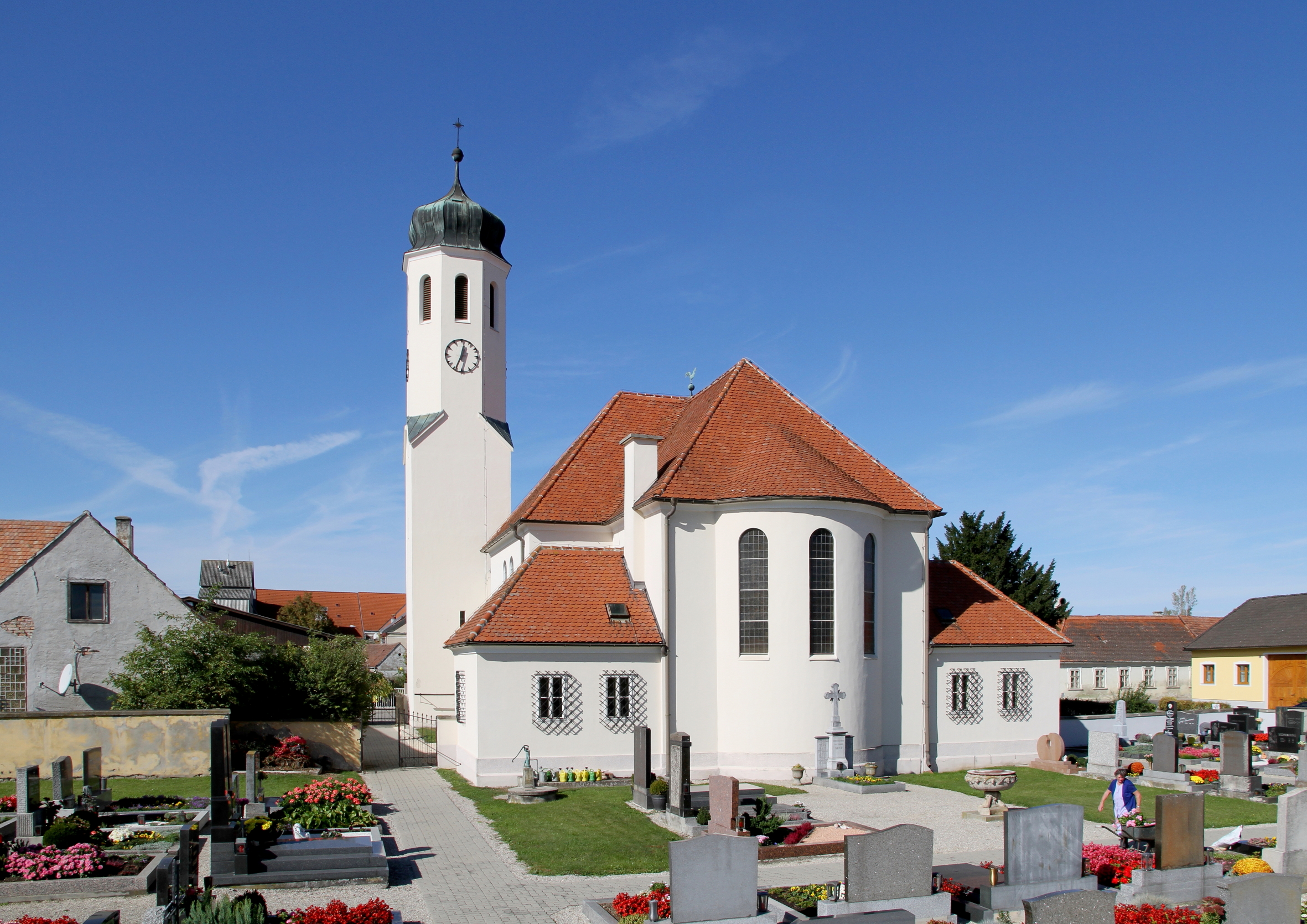
Pfarrkirche Rust im Tullnerfeld

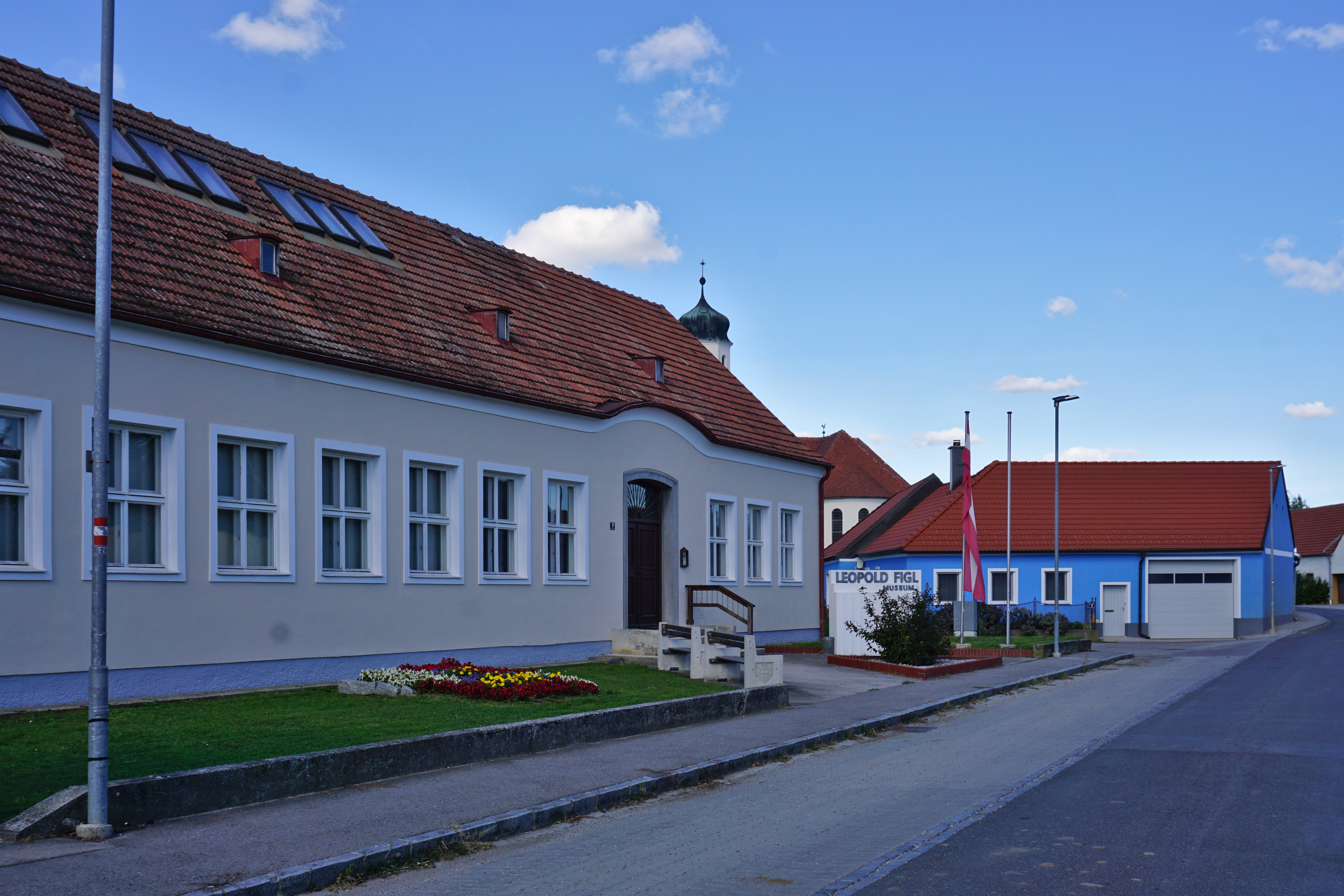
Leopold-Figl-Museum in Rust

- Katholische Pfarrkirche Michelhausen Hll. Petrus und Paulus
- Katholische Pfarrkirche Rust im Tullnerfeld hl. Martin: Die nach Plänen von Karl Holey in den Jahren 1947 bis 1949 errichtete Saalkirche mit kurzen Querarmen, Turm und Taufkapelle. Ursprünglich stand an dieser Stelle eine Kirche mit romanischem Langhaus und gotischem Chor, die im Zuge des Zweiten Weltkrieges zerstört wurde.[7]
- Leopold-Figl-Museum

## Wirtschaft und Infrastruktur
Nichtlandwirtschaftliche Arbeitsstätten gab es im Jahr 2001 85, land- und forstwirtschaftliche Betriebe nach der Erhebung 1999 117. Die Zahl der Erwerbstätigen am Wohnort betrug nach der Volkszählung 2001 1211. Die Erwerbsquote lag 2001 bei 48,77 Prozent.
In der Gemeinde Michelhausen hat die Landwirtschaft große Bedeutung: Man findet hier Viehhaltungsbetriebe (Rinder, Schweine) als auch Ackerbaubetriebe (Kraut, Rüben, Getreide). Besonders der Krautanbau hat in der Gemeinde schon seit Jahrzehnten große Bedeutung. Wichtige gewerbliche Betriebe in der Gemeinde sind die Firmen Brucha (Michelhausen), SBS System Bau Simperl (Michelhausen), Autoreparaturwerkstätte Hochenthanner (Rust), Gemüsehandel und  Krautproduzent  Heinreichsberger (Mitterndorf), Leitzinger (Michelhausen), Malermeister Gerald Schneiber (Michelhausen) und Firma AGRI FARM (Michelndorf).

### Öffentliche Einrichtungen
In Michelhausen befinden sich zwei Kindergärten und eine Volksschule. Ein weiterer Kindergarten liegt in Pixendorf am Gelände des Bahnhof Tullnerfeld.

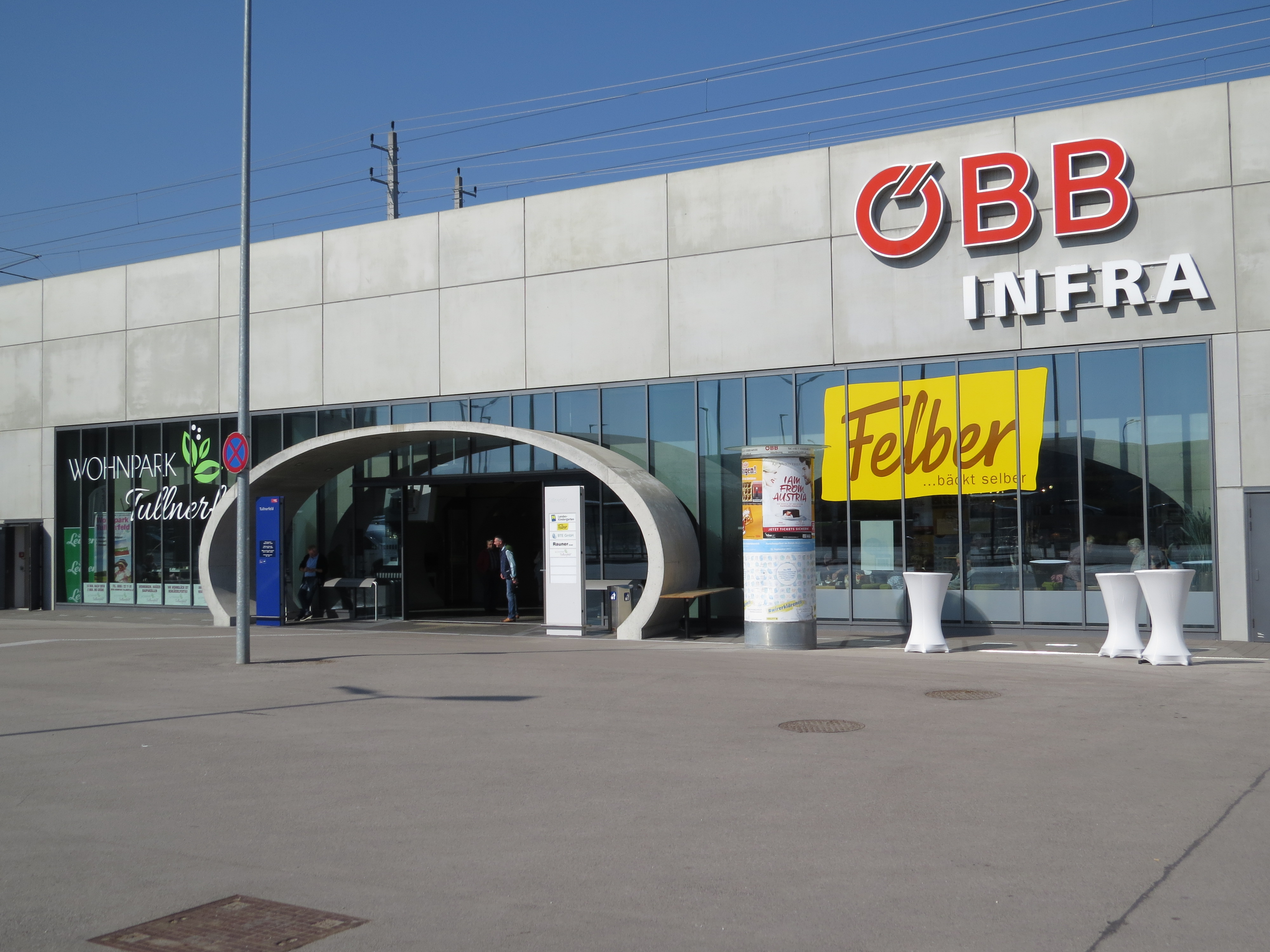
Bahnhof Tullnerfeld

### Verkehr
- Eisenbahn: In Michelhausen zweigt die Bahnlinie nach Traismauer und Herzogenburg von der Strecke der Neuen Westbahn ab. Der Bahnhof Tullnerfeld liegt am Ostrand der Gemeinde. Von hier gibt es jeweils eine stündliche Schnellverbindung mit dem Railjet nach Wien und St. Pölten sowie zumindest jeweils eine mit dem Cityjet Express (CJX) (CJX), dazwischen verkehrt die Schnellbahn S40, die den Bahnhof Tullnerfeld auch mit der Bezirkshauptstadt Tulln an der Donau verbindet. Zu den Hauptverkehrszeiten fahren bis zu sechs Züge pro Stunde vom Bahnhof Tullnerfeld Richtung Wien.[12]
- Straße: Im Westen der Gemeinde zweigt die Kremser Straße B43 von der Wiener Straße B1 ab.

## Politik

### Gemeinderat
Der Gemeinderat hat seit den Gemeinderatswahlen 2025 23 Mitglieder, zuvor hatte er 21 Mitglieder.
- Mit den Gemeinderatswahlen in Niederösterreich 1990 hatte der Gemeinderat folgende Verteilung: 18 ÖVP und 3 SPÖ.
- Mit den Gemeinderatswahlen in Niederösterreich 1995 hatte der Gemeinderat folgende Verteilung: 17 ÖVP, 2 SPÖ und 2 FPÖ.[13]
- Mit den Gemeinderatswahlen in Niederösterreich 2000 hatte der Gemeinderat folgende Verteilung: 17 ÖVP, 3 SPÖ und 1 FPÖ.[14]
- Mit den Gemeinderatswahlen in Niederösterreich 2005 hatte der Gemeinderat folgende Verteilung: 15 ÖVP, 5 SPÖ und 1 FPÖ.[15]
- Mit den Gemeinderatswahlen in Niederösterreich 2010 hatte der Gemeinderat folgende Verteilung: 15 ÖVP, 4 SPÖ und 2 FPÖ.[16]
- Mit den Gemeinderatswahlen in Niederösterreich 2015 hatte der Gemeinderat folgende Verteilung: 16 ÖVP, 3 SPÖ und 2 FPÖ.[17]
- Mit den Gemeinderatswahlen in Niederösterreich 2020 hat der Gemeinderat folgende Verteilung: 15 ÖVP, 5 SPÖ und 1 FPÖ.[18]
- Mit den Gemeinderatswahlen in Niederösterreich 2025 hat der Gemeinderat folgende Verteilung: 16 ÖVP, 5 SPÖ und 2 FPÖ.[19]

### Bürgermeister
Bürgermeister seit 1850 waren:
| in Rust - 1850–1870 Michael Rabacher - 1870–1895 Ferdinand Rabacher - 1895–1906 Karl Aichinger - 1906–1922 Anton Sumetzberger - 1922–1927 Franz Bogner - 1927–1938 Leopold Rödl - 1938–1945 Josef Gfatter - 1945–1956 Leopold Rödl - 1956–1971 Ferdinand Rabacher | in Michelhausen - 1850–1858 Anton Beimler - 1859–1861 Josef Kleiß - 1861–1864 Anton Maier - 1864–1876 Franz Wippl - 1876–1878 Johann Wutzl - 1879–1913 Franz Figl - 1913–1919 Ferdinand Geiger - 1920–1929 Leopold Fischelmayer - 1929–1938 Leopold Bergold - 1938–1945 Walter Fischelmayer - 1945–1946 Leopold Bergold - 1946–1949 Josef Baum - 1949–1965 Johann Kiesler - 1965–1967 Leopold Mayer - 1967–2003 Leopold Jäger - 2003–2021 Rudolf Friewald - seit 2021 Bernhard Heinl |

### Wappen
Im Jahr 1974 wurde der Gemeinde folgendes Wappen verliehen: In Rot ein silberner Schrägrechtsbalken, überdeckt von einem goldenen, schwarzbedachten, festen Haus, mit offenem Tor und ebensolchen Fenstern, überragt von einem Turm.

## Persönlichkeiten
- Der in der Gemeinde liegende Ort Rust im Tullnerfeld ist Geburtsort und war Heimat des Politikers Leopold Figl (1902–1965), dem auch das Leopold-Figl-Museum im Ort gewidmet ist.
- Der Skispringer Thomas Diethart verbrachte seine Kindheit in Michelhausen. Er ist Sieger des Neujahrsspringens 2014 in Garmisch-Partenkirchen sowie des Dreikönigsspringens 2014 in Bischofshofen, dadurch gewann er die Vierschanzentournee 2013/14.
- Josef Ursin (1822–1896), Politiker, Bürgermeister von Tulln und Mitglied im Reichsrat von Niederösterreich